# Couvent Sainte-Barbe de Canteleu
Le couvent Sainte-Barbe est un édifice catholique située à Canteleu, en France.

## Localisation
L'église est située à Canteleu, commune du département français de la Seine-Maritime, quai de Danemark, Dieppedalle.

## Historique
Le couvent est fondé en 1472 sur un site de carrières romaines. Il est ravagé par les Guerres de religion au XVIe siècle.
En 1610, une aide est attribuée par Louis XIII et la construction d'une nouvelle église débute en 1612. La chapelle et le dortoir sont datés de 1632.
Le couvent étant supprimé lors de la Révolution française, le monument est transformé en filature.
Le couvent est utilisé par des religieuses de 1850 à 1947. Le couvent est agrandi à la fin du XIXe siècle avec un usage de maison de retraite et d'orphelinat.
L'édifice est inscrit au titre des monuments historiques par arrêté du 2 août 1995 : le bâtiment principal et la chapelle, les parties troglodytiques, l'enclos font l'objet de l'arrêté.
L'édifice sert de maternité. En 2022, l'édifice est réputé abandonné et sans travaux. (recherche en cours de précisions, mais l’édifice a été depuis transformé en appartements individuels)

## Description
L'édifice est au début troglodytique. Dans son état actuel, il est à la fois troglodytique et en élévation.
La chapelle comporte un maître-autel daté de 1740.